# Подольский район (Одесская область)
Подо́льский райо́н (укр. Подільський район) — административная единица на северо-западе Одесской области Украины.
Административный центр — город Подольск (бывший Котовск).
С 1935 до 2016 год назывался Кото́вским районом. В рамках административно-территориальной реформы Постановлением Верховной Рады от 17 июля 2020 года район был укрупнён, в его состав вошли территории Подольской, Ананьевской, Балтской и Кодымской городских, Зеленогорской, Любашёвской, Окнянской, Савранской и Слободской поселковых, Долинской, Куяльницкой и Песчанской сельских территориальных общин.

## География

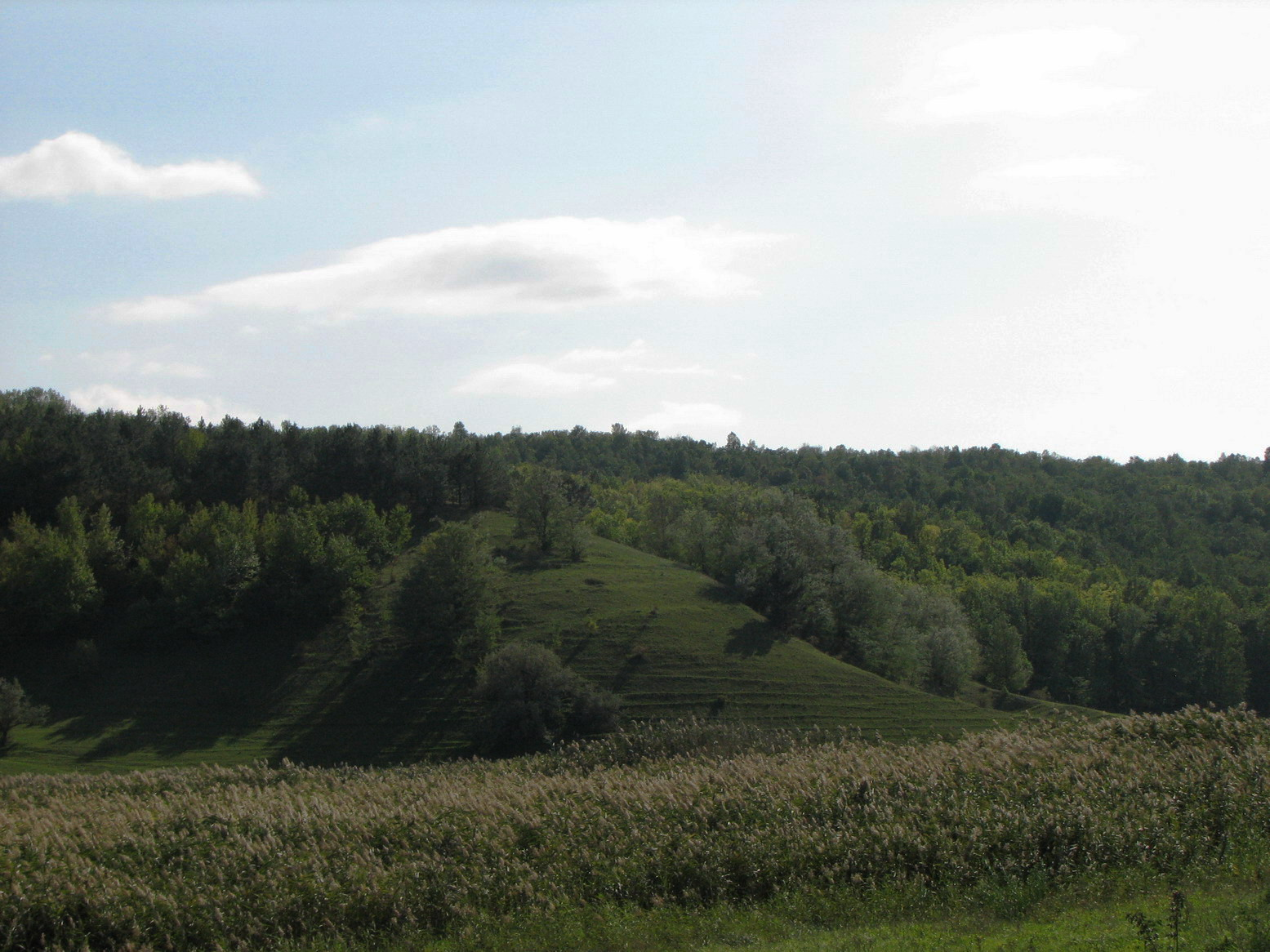
Поросшие лесом холмы в Подольском районе

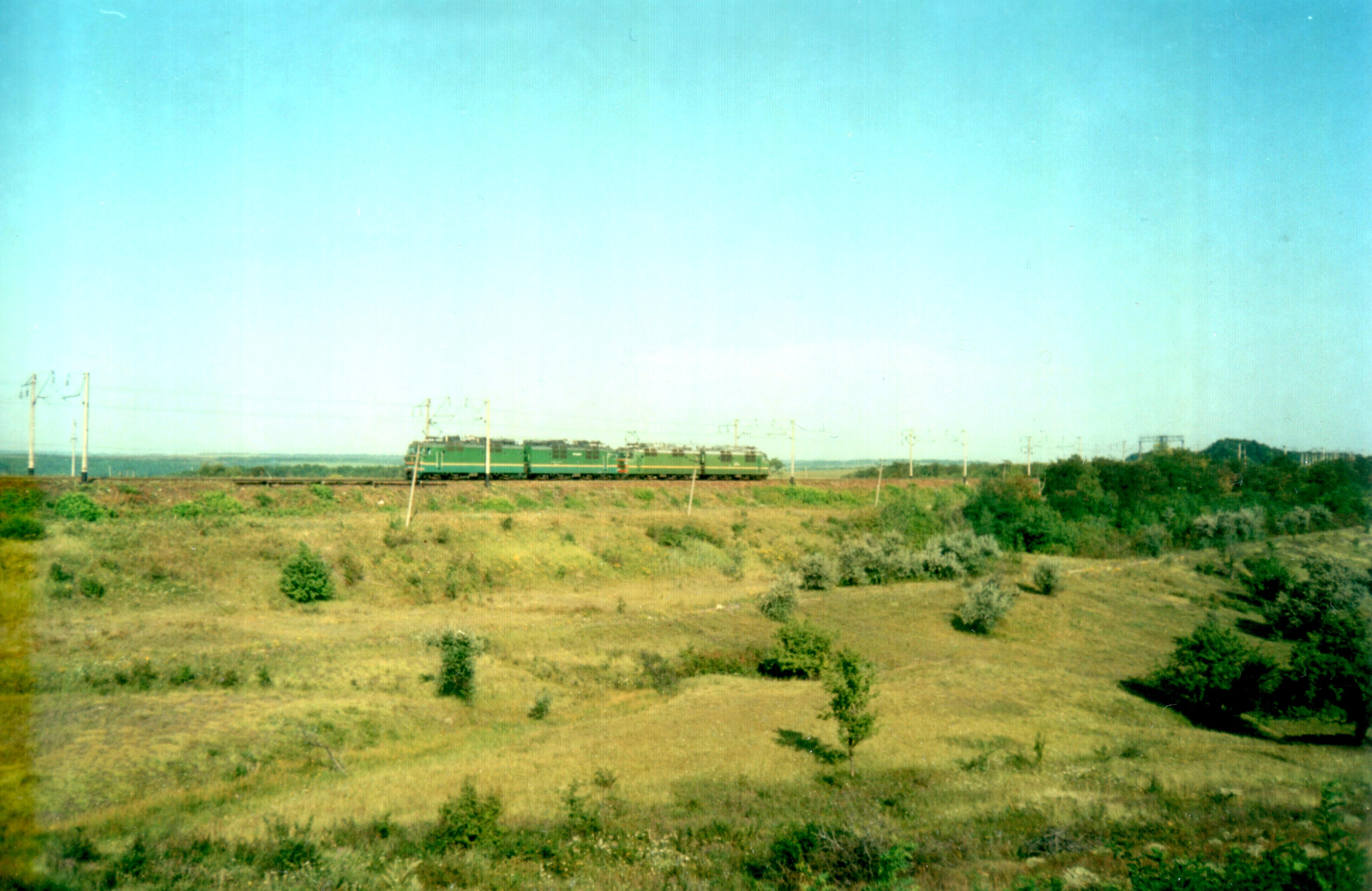
Окрестности села Борщи

Подольский район расположен на отрогах Подольской возвышенности, вследствие чего рельеф местности имеет холмистый характер.
В отличие от большей части Одесской области, в Подольском районе встречаются участки леса, расположенные в основном в глубоких балках. По территории района протекает река Большой Куяльник.

## История
Район образован в 1923 году как Бирзульский район; с 1935 — Котовский район. 28 ноября 1957 года к Котовскому району была присоединена часть территории упразднённого Долинского района.
В 2016 году переименован в Подольский район.
Постановлением Верховной Рады от 17 июля 2020 года в результате административно-территориальной реформы район был укрупнён, в его состав вошли территории:
- Подольского района с городом областного значения Подольском (Подольская городская и Куяльницкая сельская территориальные общины);
- Ананьевского района (Ананьевская городская и Долинская сельская территориальные общины);
- Балтского района (Балтская городская и Песчанская сельская территориальные общины);
- Кодымского района (Кодымская городская и Слободская поселковая территориальные общины);
- Любашёвского района (Зеленогорская и Любашёвская поселковые территориальные общины);
- Окнянского района (Окнянская поселковая территориальная община);
- Савранского района (Савранская поселковая территориальная община).

## Население
Численность населения района в укрупнённых границах — 229,9 тыс. человек на момент расширения, 224 163 человека на 1 января 2021 года.
Численность населения района в границах до 17 июля 2020 года по состоянию на 1 января 2020 года — 25 524 человек (всё — сельское).

## Административное устройство
Район в укрупнённых границах с 17 июля 2020 года делится на 12 территориальных общин (громад), в том числе 4 городские, 5 поселковых и 3 сельские общины (в скобках — их административные центры):
- Городские:
  - Подольская городская община (город Подольск),
  - Ананьевская городская община (город Ананьев),
  - Балтская городская община (город Балта),
  - Кодымская городская община (город Кодыма);
- Поселковые:
  - Зеленогорская поселковая община (пгт Зеленогорское),
  - Любашёвская поселковая община (пгт Любашёвка),
  - Окнянская поселковая община (пгт Окны),
  - Савранская поселковая община (пгт Саврань),
  - Слободская поселковая община (пгт Слободка);
- Сельские:
  - Долинская сельская община (село Долинское),
  - Куяльниковсая сельская община (село Куяльник),
  - Песчанская сельская община (село Песчаная).

Количество местных советов в старых границах района (до 17 июля 2020 года):
- сельских — 14

Количество населённых пунктов в старых границах района (до 17 июля 2020 года):
- сёл — 59
- поселков — 6

## Транспорт
Через район проходит железнодорожная линия, соединяющая Одессу со станцией Жмеринка, через которую поезда из Одессы следуют во Львов, Киев, Москву и т. д. В Подольске находится крупная станция и локомотивное депо.
На севере района находится железнодорожный узел: у села Малый Фонтан расположена станция Побережье, откуда в северо-восточном направлении отходит ветка на Балту, Первомайск-на-Буге, Помошную и далее. Ветка выходит за пределы района и на станции Обходная (Балтский район) соединяется с обратной веткой, которая соединяется с главным одесским ходом на станции Борщи Подольского района.

## Достопримечательности
Мавзолей героя Гражданской войны Григория Ивановича Котовского (1881—1925).
Небольшой музей в центре города.
Ракетные шахты.